# Autodrome Chaudière
Der Autodrome Chaudière ist eine permanente Motorsport-Rennstrecke in Vallée-Jonction in der Provinz Quebec in Kanada.

## Geschichte
Die Strecke öffnete erstmals 1992 als Dirttrack und wurde nach der in der Nähe gelegene Rivière Chaudière benannt. In den ersten Jahren ihre Bestehens wurde sie mehr für kleinere Rennen verwendet, bevor sie unter dem Besitzer Michel Lessard 1996 zu einem ⅓ Meilen langen Oval umgebaut wurde. 2005 wurde die Strecke erneut umgebaut und zu einem ¼ Meilen-Ovalkurs verkürzt.
2012 verkaufte Besitzer Lessard die Strecke an Dany Lagacé und Kevin Roberge, welche diese ausbauten.  Zwei Jahre später wechselten erneut die Besitzer, als eine Gruppe an Investoren den Kurs erwarb und weiterhin in diesen investierten. Kurz darauf wurde dieser NASCAR-Sanktioniert und Austragungsort der NASCAR Late Models.

## Veranstaltungen
Nach dem Umbau 2005 wurde die Strecke zum Austragungsort wichtigerer Rennserien, wie der American Canadian Tour und verschiedener Late-Model-Rennen. Seit 2010 ist der Autodrome auch Teil der Série Sportsman Quebec.
Ab 2014 startete als Hauptattraktion die NASCAR Pinty’s Series auf der Rennstrecke, während weiterhin kleinere Rennserien wöchentlich zu Gast waren.

## Galerie

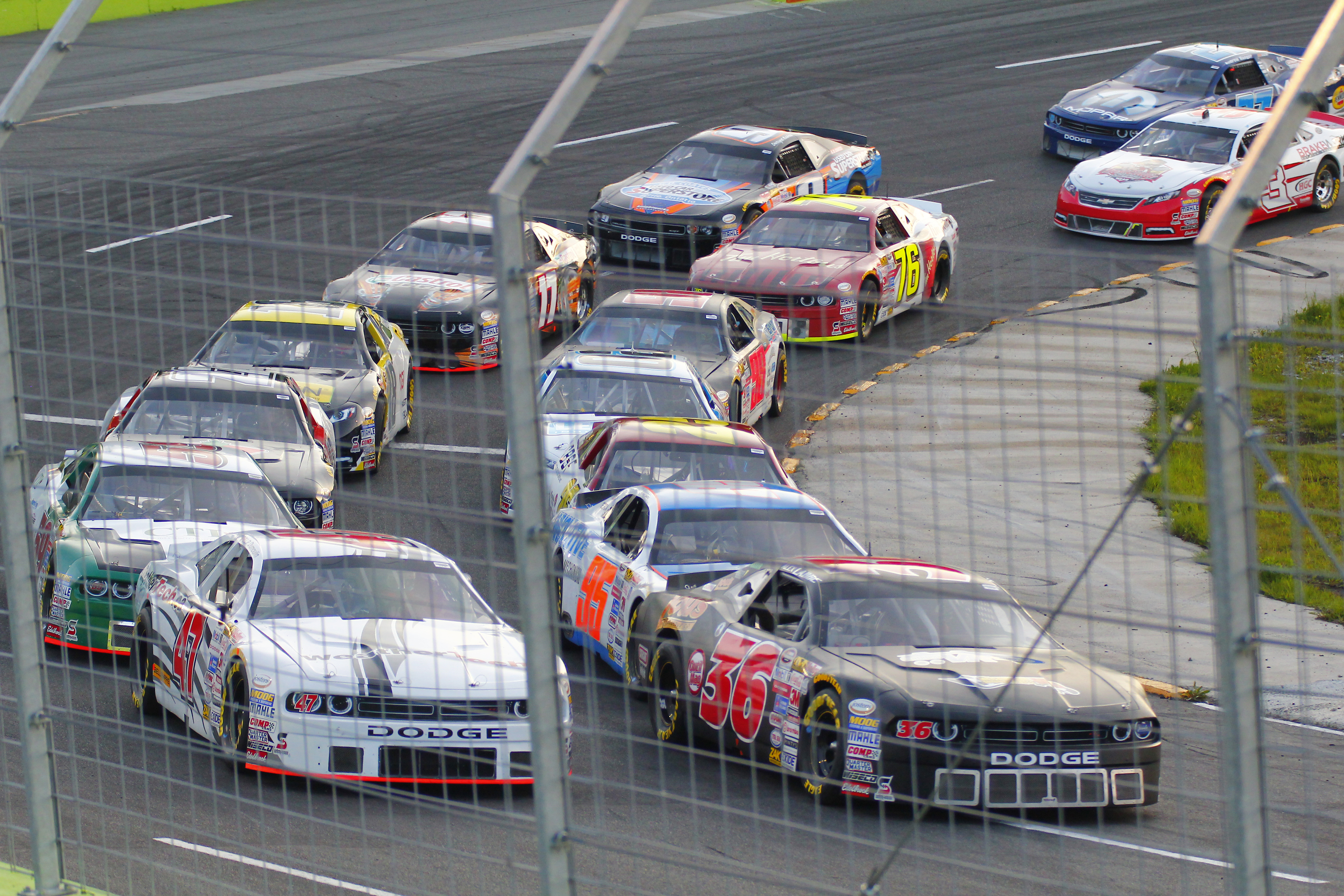
NASCAR Kanada auf dem Autodrome Chaudière
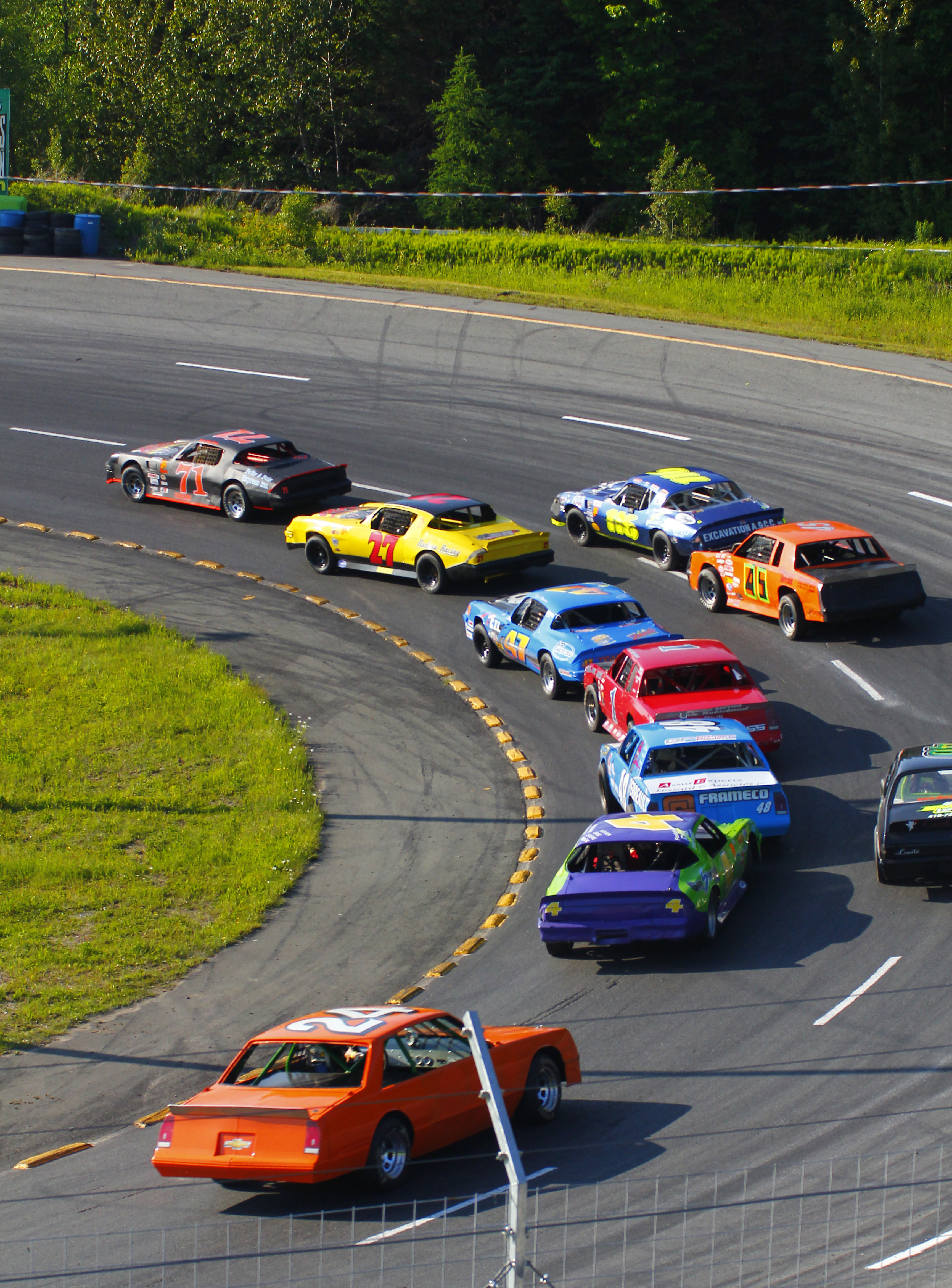
Rennszene
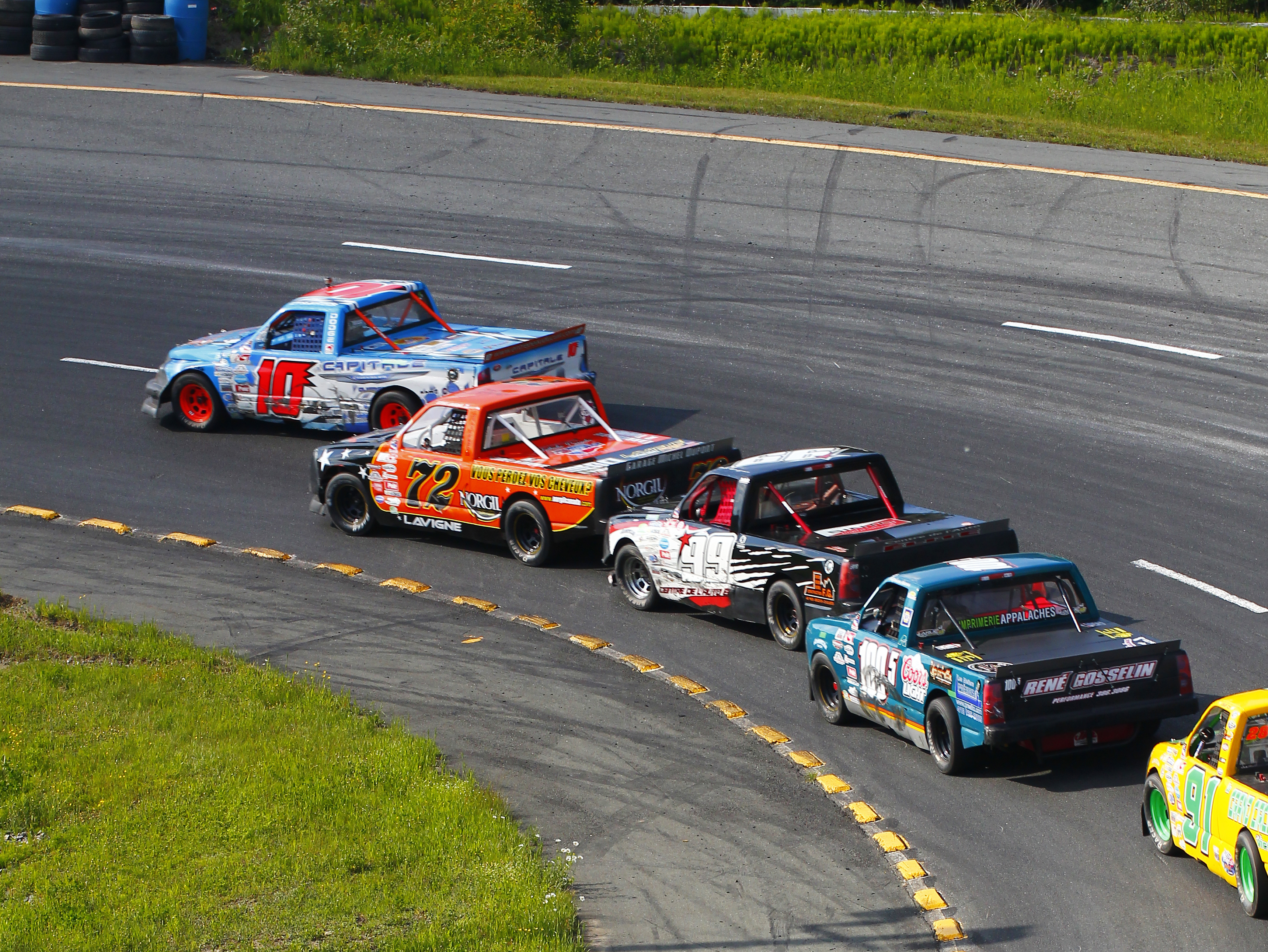
Truckrennen